# Осада Акры (1189—1191)
Осада Акры (28 августа 1189 — 12 июля 1191) — одно из самых важных сражений Третьего крестового похода в Святой земле. После тяжёлой двухгодичной осады, крестоносцам удалось захватить стратегически важный город Акру, который в дальнейшем в течение 100 лет оставался оплотом крестоносцев и столицей Иерусалимского королевства.

## Предыстория
После того как Салах ад-Дин разбил крестоносцев в битве при Хаттине 4 июля 1187 года, у него появилась возможность выбить своих противников со всей территории Иерусалимского королевства; он воспользовался возможностью и практически без боя взял Акру и (2 октября 1187 года) Иерусалим. Крестоносцы все ещё контролировали города Тир, Триполи и Антиохию, которые Саладин в следующем году тоже несколько раз осаждал, но безуспешно.
Весть о потере Иерусалима и Палестины повергла Европу в большое смятение, и вскоре прозвучал призыв к сопротивлению: в октябре 1187 года папа римский Григорий VIII перед смертью призвал к Третьему крестовому походу, а его преемник Климент III повторил этот призыв.

### Положение Тира
В Тире укрепился Конрад Монтферратский и успешно выдержал осаду в конце 1187 года, после чего Салах ад-Дин сначала переключился на другие задачи, но в середине 1188 года, когда в Тир прибыли морем первые подкрепления из Европы, попытался добиться сдачи города путём переговоров, для чего освободил взятого в плен при Хаттине Ги де Лузиньяна, но это обострило ранее тлевший конфликт между Ги де Лузиньяном и Конрадом Монтферратским: Ги проиграл сражение при Хаттине, а Конрад в то же время отстоял Тир от мусульман. Ги подошёл к Тиру, но Конрад не впустил его, сославшись на то, что управляет городом от имени монархов, которые могут приехать и от которых зависит будущее государств крестоносцев. Удалившись, Ги вновь появился под городом в апреле 1189 года, уже вместе с женой Сибиллой Иерусалимской; его опять не пустили, и он разбил лагерь перед городскими воротами.
Поздней весной 1188 года король Сицилии Вильгельм II Добрый прислал корабли с 2 тысячами рыцарей. 6 мая 1189 года подошёл архиепископ Пизы Убальдо Ланфранчи с 52 кораблями и Ги переманил их на свою сторону. В августе, после того как Конрад так и не разрешил ему войти в город, он снял свой лагерь и отправился на юг, чтобы атаковать Акру. Сам Ги и его войско осталось на побережье, а сицилийцы и пизанцы отправились морем: необходимо было подготовить твёрдую почву для атаки на Саладина.

## Осада Акры

Ближний Восток, 1190, начало Третьего крестового похода, расположение главных городов и места сражений

Портовый город Акры расположен на южной стороне полуострова залива Хайфы. На востоке города располагался хорошо защищённый порт, на западе и юге — укреплённые дамбы; с материка Акра была защищена двойной стеной, усиленной башнями. Благодаря своей защищенности, порт города был единственным, где в любую погоду можно было загружать и разгружать корабли, поэтому Акра была особенно важна для крестоносцев. Когда Ги подошёл к Акре 28 августа 1189 года, мусульманский гарнизон примерно в два раза превышал его собственные войска. Он попытался использовать элемент неожиданности, чтобы взять город, но ему это не удалось. Ему пришлось расположиться лагерем перед городом и ожидать подкрепления с моря, которое впрочем не пришло: флот датчан и фризов был отозван на родину, в связи со смертью Вильгельма II Доброго.
Позже подошла армия французов и фландрцев под командованием Жака Авьена, Генриха I, графа Бара, Андре де Бриенна, Роберта II графа де Дрё и его брата епископа Филиппа де Дрё; немецкая армия под командованием ландграфа Людвига III Тюрингского, Отто I герцога Гельдерна, итальянцы с архиепископом Равенским Герхардом и архиепископом Веронским, а также король Киликийской Армении Левон II с армянским войском. А после того как Людвигу III Тюрингскому удалось переубедить Конрада на счёт Ги, то подкрепление пришло и из Тира.
Как только Саладин узнал о таком развитии событий, он сразу собрал всех своих вассалов и напал 15 сентября на лагерь Ги.

### Сражение под стенами Акры
4 октября 1189 года началась осада Акры. Ги де Лузиньян со своими крестоносцами взял на себя подошедшего Салах ад-Дина. Христианская армия состояла из армий королевств, а также небольшого количества европейских крестоносцев и рыцарских орденов, а также мусульманских войск из Египта, Туркестана, Сирии и Месопотамии.
Мусульмане расположились полукругом на востоке, с видом на Акру; христиане выдвинулись напротив, поставив в первую линию арбалетчиков, во вторую — тяжелую кавалерию. В последующей битве при Арсуфе христиане сражались организованно. Здесь же битва началась бессвязным боем между тамплиерами и правым флангом Салах ад-Дина. Атака тамплиеров оказалась столь успешной, что противнику пришлось послать на подмогу воинов из других частей, в результате чего корпус Саладина столкнулся с центром боевого порядка тамплиеров. Арбалетчики без особого сопротивления расстреляли мусульман. Правый фланг и центр войска Саладина были обращены в бегство.
Когда христиане нарушили строй и принялись грабить оставленные позиции, Саладин отправил им навстречу свежий корпус с левого фланга и лёгкую кавалерию в тот самый момент, когда те возвращались с награбленной добычей. Неорганизованность отступления христиан оказалась роковой. Воины Саладина убивали убегавших до тех самых пор, пока их не остановили свежие силы с правого фланга христиан. Ги де Лузиньяну пришлось бросить на подмогу резерв, сковывавший гарнизон Акры; из города почти сразу вышло около 5.000 мусульманских воинов и, соединившись на севере с отступившим правым крылом Саладина, атаковали тамплиеров, которые, отступая, понесли тяжёлые потери. Великий магистр ордена тамплиеров Жерар де Ридфор и Андре де Бриенн были убиты. Жертвы с христианской стороны составили от 4-5 тысяч человек. Конрад и Ги вновь разругались. В результате крестоносцы закрепились на своей позиции, откуда впоследствии Саладин так и не смог их выбить; таким образом он не смог закрепить успех своей победы.

## Двойная осада
В течение осени стали подходить подкрепления из Европы, так что Ги смог полностью отрезать Акру от материка. Сообщение о начавшемся походе к Святой земле императора Фридриха I Барбароссы не только подняло моральный дух христиан, но и сподвигло Саладина подвести новые силы и окружить кольцом христиан. Тем самым христиане и мусульмане образовали два кольца осады вокруг Акры.
За следующие 15 месяцев крупных сражений не было. 31 октября пятнадцать мусульманских галер прорвали морскую блокаду и доставили в город продовольствие и оружие. 26 декабря египетский флот смог восстановить блокаду и ограничить доступ к городу с моря. В марте 1190 года Конрад Монферратский отправился с несколькими кораблями в Тир и вернулся с подкреплением, которое должно было помочь в ожесточённой борьбе с окружившими их мусульманами. С помощью строительных материалов, привезённых Конрадом, были построены осадные орудия, использовавшиеся при очередном неудачном штурме города 5 мая.

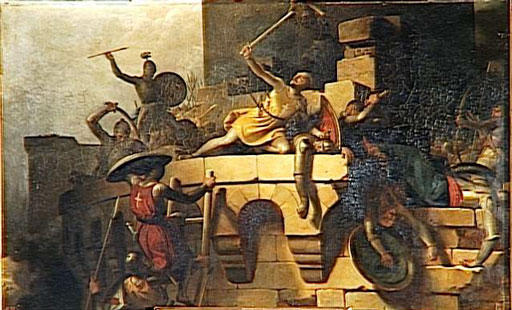
Осада Акры (1191)

19 мая Салах ад-Дин, который за прошедшие месяцы серьёзно укрепил свои сухопутные войска, предпринял атаку на лагерь христиан, продлившуюся восемь дней, пока снова не потерпел неудачу. Но напряжение среди христиан все нарастало, и 25 июля, несмотря на запрет своего командования, некоторая часть войска атаковала мусульман и была полностью уничтожена. Тем не менее, в течение всего лета приходило подкрепление: французы под командованием короля Иерусалима Генриха II Шампанского, братьев Тибо V де Блуа и Стефана I, графа де Сансерра, коннетабля Франции графа Рауля де Клермона, Джона де Фонтини, Алана де Сан-Валери, архиепископа Безансона, епископа Блуа и епископа Туля. В начале октября 1190 года прибыл с остатками войска Фридрих Швабский, после того как его отец, Фридрих I Барбаросса утонул 10 июня в речке Селиф, а часть немецкого войска вернулась обратно домой. Останки своего отца он частично оставил в Тарсусе, Антиохии и Тире. Незадолго до этого прибыл Балдуин Ексетер, Архиепископ Кентерберийский. В октябре также подошёл граф де Бар. В ноябре усилившиеся христиане смогли прорваться в Хайфу, через которую можно было доставлять продовольствие в лагерь.
Жизнь в городе и в лагере христиан быстро ухудшалась из-за вмешательства Саладина. Продовольствие подходило к концу, питьевой воды не хватало, гигиена сильно ухудшилась и был велик риск эпидемии. Людвиг III Тюрингский заболел малярией и умер на обратном пути 16 октября 1190 года на Кипре. В начале осени умерла королева Сибилла Иерусалимская, сразу после смерти обеих своих дочерей от Ги де Лузиньяна. В связи с этим Ги потерял корону Иерусалима, которую носил по праву своей жены, а также потерял право управлять государством как король-регент при своих дочерях.
Бароны королевства воспользовались этим, чтобы избавиться от Ги и устроить брак Конрада Монферратского с сестрой Сибиллы — Изабеллой Иерусалимской; то, что оба к тому времени были уже в браке с другими, не составляло такой большой проблемы, как выбор священника: патриарх Кесарии был болен, следующий за ним избранник отказался женить их (он был на стороне англичан, как и Ги де Лузиньян), но неожиданно умер 19 ноября. Наконец, архиепископ Пизы и папский легат дали своё согласие, и епископ Бове дал им своё благословение: Конрад был признан владыкой вместо Ги, и вместе с Изабеллой уехал назад в Тир, где Изабелла через год родила дочь Марию. Продолжение династии было обеспечено.
31 декабря последовала неудачная попытка перелезть через стену. 6 января в результате частичного обрушения стены христиане предприняли попытки захватить часть гарнизона города. 13 января Салах ад-Дину удалось прорвать линию христиан и сменить часть гарнизона свежими солдатами, но больше он не стал ничего предпринимать — ждал, пока болезни сделают за него его работу. Эпидемия малярии нещадно сражала крестоносцев прямо в их лагере. В один день, 20 января 1191 года, умерли от малярии братья Тибо V де Блуа и Стефан I граф де Сансерр, а также последний предводитель немецкого воинства — сын Фридриха Барбароссы, Фридрих Швабский. Граф Шампани Генрих II много недель боролся за свою жизнь и победил смерть.
Необходимо было что-то решать относительно осады города, положение крестоносцев казалось безвыходным. Последние участники крестового похода немецкого императора Фридриха Барбароссы покинули Святую землю после смерти его сына, Фридриха Швабского. Из немцев в Акре остались только небольшой отряд Леопольда Австрийского, прибывшего ещё весной 1190 года, и госпитальное братство, основанное Фридрихом Швабским и ставшее впоследствии Тевтонским орденом. Но в марте 1191 года погода на море улучшилась — смогли подойти новые христианские корабли с провиантом и подкреплением, что уже снизило риск для крестоносцев. А с вестью, что приход христианских королей — Ричарда Львиное Сердце и Филиппа Августа — неизбежен, шансы Саладина на победу быстро снизились до нуля.

## Короли Акры
Король Франции Филипп Август высадился 20 апреля 1191 года, король Англии Ричард — 8 июня. Учитывая, что он по пути в Святую землю уже захватил Кипр, ситуация в Акре казалась ему нетрудной.

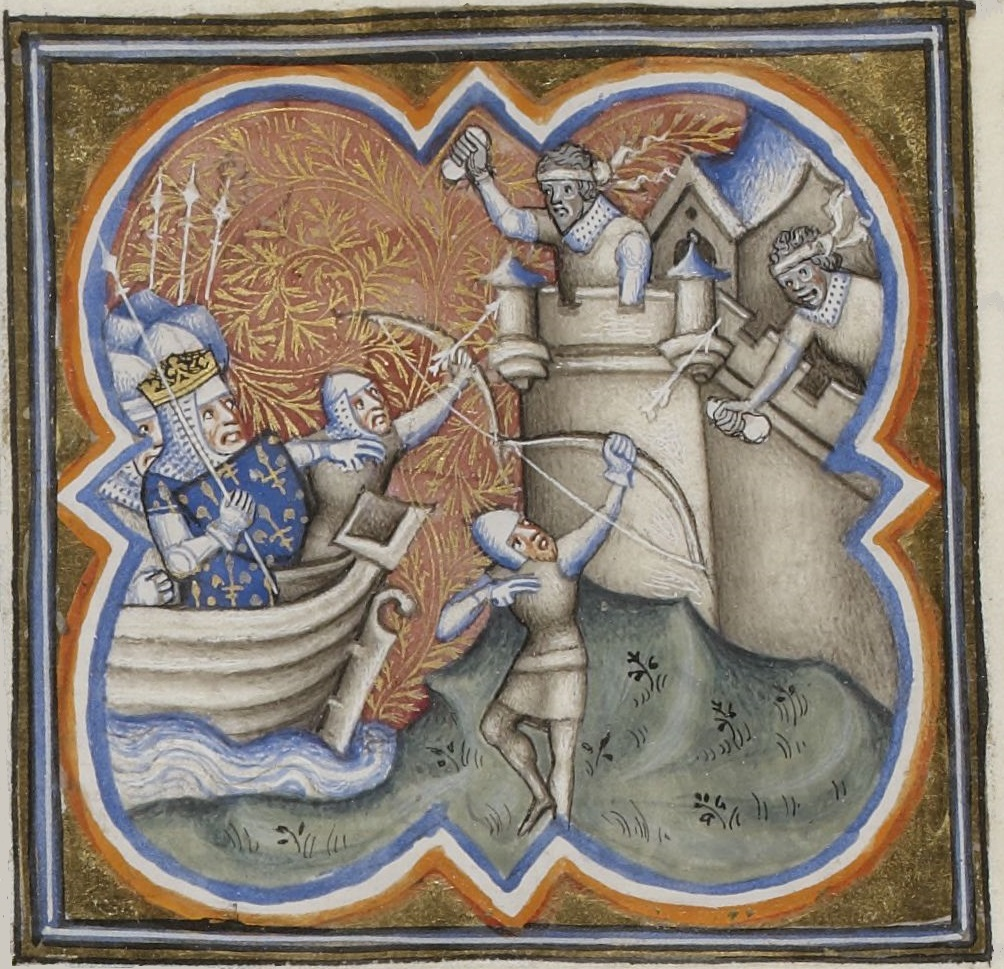
Филипп Август осаждает Акру (миниатюра XIV века)

Время до прибытия Ричарда Филипп Август использовал, чтобы построить осадные орудия и восстановить контроль в море перед городом — теперь Акра была заблокирована. После прибытия Ричард воспользовался трёхдневным перемирием и стал искать личной встречи с Салах ад-Дином. Встреча не состоялась, так как сам Ричард и Филипп заболели лихорадкой. В это же время умер патриарх Кесарии.
Если осадные орудия проделывали в стене брешь, то войска Саладина тут же шли атакой на крестоносцев, и у города было время укрепить стену.
1 июля умер Филипп Эльзасский, который был одним из важнейших последователей короля Филиппа как граф Фландрии и Вермандуа. Его смерть потребовала присутствия короля во Франции для урегулирования прав наследования графств, так как у Филиппа Эльзасского не было законнорождённых детей.

### Капитуляция Акры

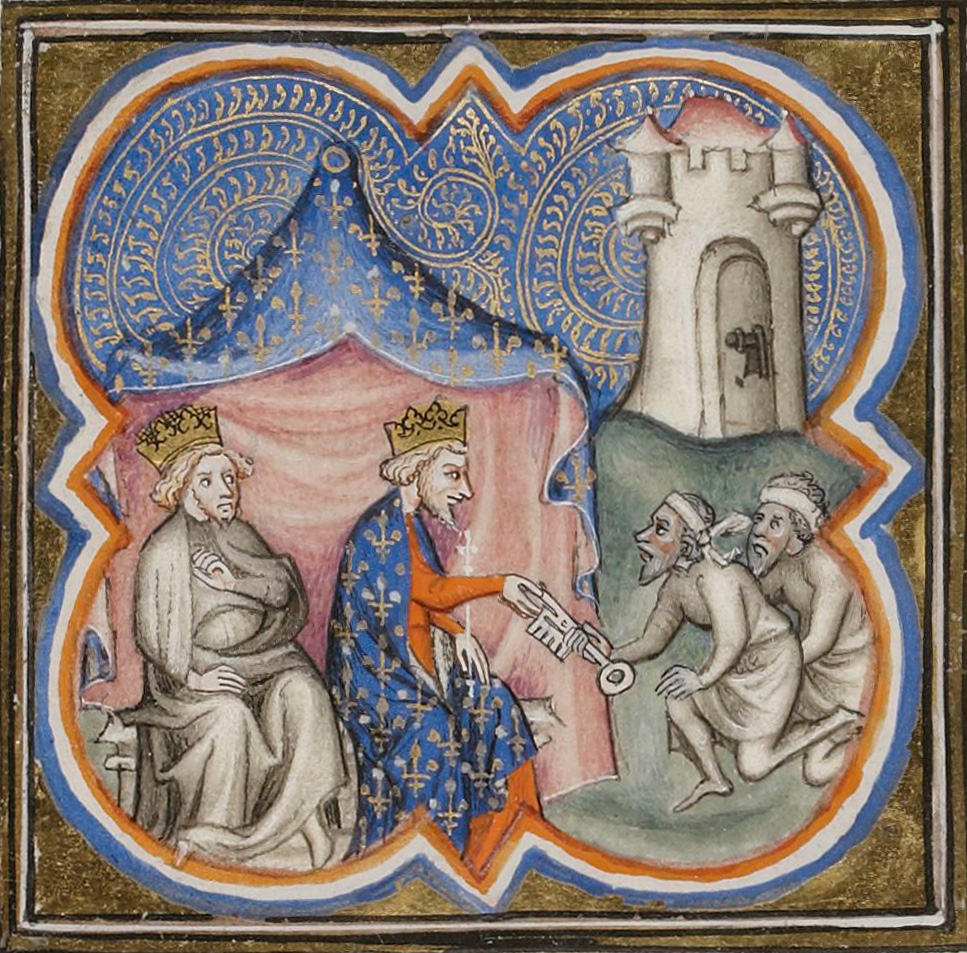
Капитуляция Акры Ричарду I и Филиппу II Августу (миниатюра XIV века)

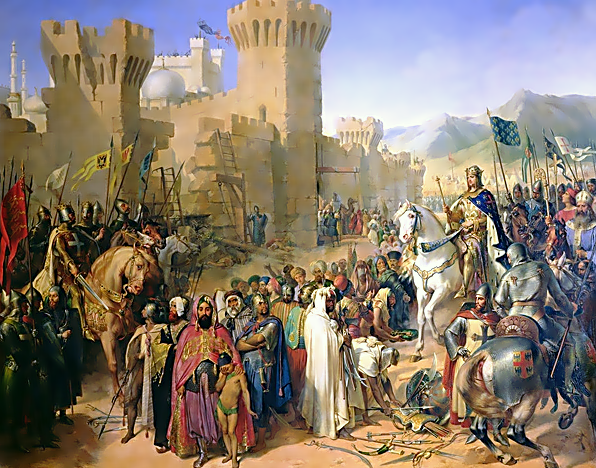
Капитуляция Акры Филиппу II Августу 1191 (иллюстрация XIX в)

3 июля 1191 года осадные орудия вновь проделали в стене брешь, и на этот раз атака Саладина была быстро отбита. Город предложил капитулировать на своих условиях, но Ричард отказался. Саладину не удалось сформировать контратаку сразу, как только он узнал о желании города сдаться. 7 июля гарнизон Акры смог последний раз попросить помощи у Саладина, в противном случае он грозил сдаться. 11 июля был дан последний бой, 12 июля город решился на капитуляцию на условиях христиан: гарнизон города сдаётся в плен, христиане входят в Акру. Саладин не принимал участие в переговорах о сдаче.
Леопольд Австрийский отбыл из Святой земли после того, как серьёзно разругался с Ричардом. Как командующий немецкими войсками после смерти Фридриха Швабского, он должен был пользоваться такими же привилегиями, как и король Англии и Франции. Он потребовал возвести его в такой же ранг, но был осмеян Ричардом и Филиппом. Далее всем известен эпизод: Леопольд был одним из первых крестоносцев, ворвавшихся на стену, и установил свой флаг на стене. Разгневанный этим Ричард скинул его флаг со стены и водрузил свой. В отместку, Леопольд позже захватил всех английских крестоносцев в плен при их возвращении в Англию и передал императору Генриху VI; отпущены они были только за большой выкуп.
31 июля Филипп Август вынужден был оставить святую землю и вернуться во Францию, чтобы урегулировать право наследства на графства Фландрии и Вермандуа. Таким образом в Акре остался один верховный властитель — король Англии Ричард I Львиное Сердце.

### Казнь пленных
На плечи Ричарда и Салах ад-Дина легло решение о дальнейшей судьбе города. Христиане начали с того, что отремонтировали фортификационные укрепления и договорились об обмене пленными. 11 августа начался первый из трёх обменов, но Ричард отказался от него — среди пленных не было некоторых названных дворян, которые были казнены по приказу Саладина. Передача была отменена, дальнейших переговоров не последовало. 20 августа Ричард, который прочно закрепился в городе и не собирался его покидать, в отместку за неисполненную Саладином часть сделки приказал казнить 2700 пленных мужчин, а женщин и детей отпустил с припасами. Через два дня, 22 августа 1191 года, Ричард и крестоносцы покинули Акру.
Основание для такого поступка у Ричарда было следующее: Конрад Монферратский за спиной Ричарда пытался заключить с Салах ад-Данином сепаратный мир; примерно половина из всех пленных принадлежали короне Франции и Конрад собирался использовать их в качестве платы при заключении мира. Казнив пленных, Ричард тем самым показал свою решимость и резко негативное отношение к такого рода интригам.

## Последствия и итоги
Крестоносцы отправились на юг, держась берега моря. Саладин направился за ними в том же направлении. 7 сентября произошла битва при Арсуфе, немного севернее Яффы, в которой победили крестоносцы. 10 сентября 1191 года Ричард захватил Яффу, но к лету 1192 года так и не смог взять Иерусалима — своей настоящей цели. Как только стало ясно, что брат Ричарда Иоанн Безземельный узурпировал власть в Англии, Ричард быстро заключил мир с Саладином, закончив своё участие в Третьем крестовом походе, и отправился в обратный путь в Англию, но в декабре 1192 года был пойман герцогом Австрии Леопольдом и передан в плен императору Германии; из плена его выкупила мать, Алиенора Аквитанская только в 1194 году.
Осада Акры стала грандиозным событием Третьего крестового похода, унёсшим жизни многих командиров. Потери составили: одну королеву, шесть архиепископов и патриархов, двенадцать епископов, сорок герцогов и графов, а также около 500 других высокопоставленных вельмож. Погибло большое количество рыцарей из низшего дворянства, а потери среди неблагородных людей, простых солдат неизвестны. Большинство из погибших умерло не в сражении, а от болезней и антисанитарии.
Акра стала столицей Иерусалимского королевства и временно обеспечивала спокойствие на узкой прибрежной полосе Средиземного моря. Акра была последним оплотом крестоносцев, вплоть до её завоевания в 1291 году.

### Погибшие при осаде
| - Жерар де Ридфор, великий магистр ордена тамплиеров. 4 октября 1189 года - Андре де Бриенн, 4 октября 1189 года - Уильям де Ферре, граф Дерби, 1190 год - герцог Швабии Фридрих VI, 20 января 1191 - Тибо V де Блуа, граф де Блуа, 20 января 1191 год - Эрар II де Бриенн, 8 февраля 1191 года - Филипп Эльзасский, граф Фландрии и Вермандуа, 1 июля 1191 года - Альберик Клеман, маршал Франции, 3 июля 1191 года - Рауль де Куси, ноябрь 1191 года - Рауль I де Клермон-ан-Бовези, граф де Клермон-ан-Бовези и коннетабль Франции, 1191 год - Раймонд II, граф де Тюррен-Комборн, 1191 год - Роберт V, сеньор де Бетюн, 1191 | - Ансерик II де Монреаль, вассал герцога Бургундского, 1191 год - Бартоломью де Вигнор и его сын Гуго, 1191 год - Жак I, сеньор де Авен и де Гиз, 1191 - Жан I де Понтье, 1191 - Этьен де Сансерр 1190—1191 год - Отто II де Траженье, 1192 год - Бернар де Руссильон - Жоффруа де Жуанвиль - Ги де Синелей - Ги де Тиль-Шатель - Жан де Монреаль - Жан Фуц Уильям, граф де Сии - Уильям граф де Шательро - Ранульф де Гленвиль, 21 октября 1190 - Рауль де ла Пуа де Фреминвилль, главный знаменосец герцога Бургундии Гуго III - Гуго VI (виконт Шатодёна) |